# Lantenot
Lantenot ist eine Gemeinde im französischen Département Haute-Saône in der Region Bourgogne-Franche-Comté.

## Geographie
Lantenot liegt auf einer Höhe von 315 m über dem Meeresspiegel, sieben Kilometer nördlich von Lure und etwa 29 Kilometer nordöstlich der Stadt Vesoul (Luftlinie). Das Dorf erstreckt sich im östlichen Teil des Departements, am Rand der Ebene von Luxeuil, beidseits der Lanterne, am Südwestrand des Plateau des Mille Étangs.
Die Fläche des 8,26 km² großen Gemeindegebiets umfasst einen Abschnitt des südwestlichen Vogesenvorlandes. Der südwestliche Teil des Gebietes wird von der Alluvialebene von Luxeuil eingenommen, die durchschnittlich auf 315 m liegt. Sie wird durch die Lanterne, die durch eine breite Niederung fließt, nach Westen entwässert. Bei Lantenot nimmt sie von Osten her die Gravissière auf. Landwirtschaftliche Nutzung herrscht hier vor. Es gibt auch zahlreiche Teiche, von denen die meisten aufgestaut wurden (teilweise von Mönchen bereits im 11. Jahrhundert) und zur Fischzucht dienen. Zu den größten zählen der Étang de la Brosse und der Étang de Billieux. Aus der Ebene erheben sich die Kuppen von Mont Tatie (338 m) und Les Guiottes (331 m). Die westliche Grenze verläuft im Waldgebiet des Bois de Chenorey et des Combes.
Nach Nordosten steigt das Gelände beidseits des Lanterne-Tals allmählich an zum Plateau des Mille Étangs und zeigt eine stärkere Reliefierung. Die Anhöhen sind überwiegend waldbedeckt (Bois de Branle und Grands Bois). Mit 431 m wird ganz im Nordosten in den Grands Bois die höchste Erhebung von Lantenot erreicht. In geologisch-tektonischer Hinsicht besteht das Gelände aus Buntsandstein der unteren Trias und teilweise aus kristallinem Grundgestein. An verschiedenen Orten finden sich Ablagerungen aus dem Pleistozän.
Nachbargemeinden von Lantenot sind Belmont und La Lanterne-et-les-Armonts im Norden, Mélisey im Osten, Saint-Germain und Linexert im Süden sowie Rignovelle im Westen.

## Geschichte
Überreste des römischen Verkehrsweges, der von Langres zum Oberrhein führte, weisen auf eine sehr frühe Begehung und Besiedlung des Gebietes hin. Im Mittelalter gehörte Lantenot zur Freigrafschaft Burgund und darin zum Gebiet des Bailliage d’Amont. Die lokale Herrschaft hatten die Herren von Faucogney inne. Zusammen mit der Franche-Comté gelangte das Dorf mit dem Frieden von Nimwegen 1678 definitiv an Frankreich. Heute ist Lantenot Mitglied des Gemeindeverbandes Triangle Vert. Das Dorf gehört zur Pfarrei Saint-Germain und besitzt keine eigene Kirche.

## Bevölkerung
| Jahr                       | 1962 | 1968 | 1975 | 1982 | 1990 | 1999 | 2006 | 2019 |
| Einwohner                  | 270  | 260  | 247  | 268  | 293  | 271  | 322  | 357  |
| Quellen: Cassini und INSEE |      |      |      |      |      |      |      |      |

Mit 362 Einwohnern (1. Januar 2022) gehört Lantenot zu den kleineren Gemeinden des Départements Haute-Saône. Nachdem die Einwohnerzahl in der ersten Hälfte des 20. Jahrhunderts deutlich abgenommen hatte (1881 wurden noch 457 Personen gezählt), wurden seit Beginn der 1960er Jahre nur noch relativ geringe Schwankungen verzeichnet. Erst zu Beginn des 21. Jahrhunderts ergab sich wieder eine Bevölkerungszunahme.

## Wirtschaft und Infrastruktur
Lantenot war bis weit ins 20. Jahrhundert hinein ein vorwiegend durch die Landwirtschaft (Ackerbau, Obstbau und Viehzucht), die Forstwirtschaft und die Fischzucht geprägtes Dorf. Heute gibt es einige Betriebe des lokalen Kleingewerbes, vor allem in den Branchen Landmaschinenbau und Baugewerbe. In den letzten Jahrzehnten hat sich das Dorf zu einer Wohngemeinde gewandelt. Viele Erwerbstätige sind deshalb Wegpendler, die in den größeren Ortschaften der Umgebung ihrer Arbeit nachgehen.
Die Ortschaft liegt abseits der größeren Durchgangsachsen an einer Departementsstraße, die von Luxeuil-les-Bains nach Mélisey führt. Weitere Straßenverbindungen bestehen mit Lure, Saint-Germain, Belmont und Linexert.